# Gabelianq
Gabelianq era un districte de la província armènia de l'Airarat, feu de la família de nakharark anomenada Gabelian. Tenien la capital a Kalzvan.
Limitava al nord amb el Havnunik, a l'est amb l'Arxarunik, a l'oest amb el Bassèn i al sud amb el Bagrevand.